# ラモーナ
ラモーナ (RAMONA) はジュニア・アチーバーのギタリストであるデイブ・フリッツによるソロプロジェクトである。ジュニア・アチーバーと同様にメロディが印象的なポップ・パンク、パワー・ポップバンドである。
現時点でのライブパフォーマンスは行っていないものの、今期夏から本格始動の予定。
KIDS IN TOKYOにはSHAKALABBITSのドラマーのMAHがゲストとして参加している。
RAMONAの 1st ミニアルバム “mornington crescent now open”が日本の fixing a hole records.から今年夏リリース予定。 

## メンバー
- デイブ・フリッツ (Dave Fritz) エレキギター・ボーカル
- マット・トローター (Matt Trottert) ベース・コーラス
- ジャーミー・ノーウィー (Jeremy Knowies) ドラム・コーラス

## ディスコグラフィ
- "mornington crescent now open" - 2009